# Meknès

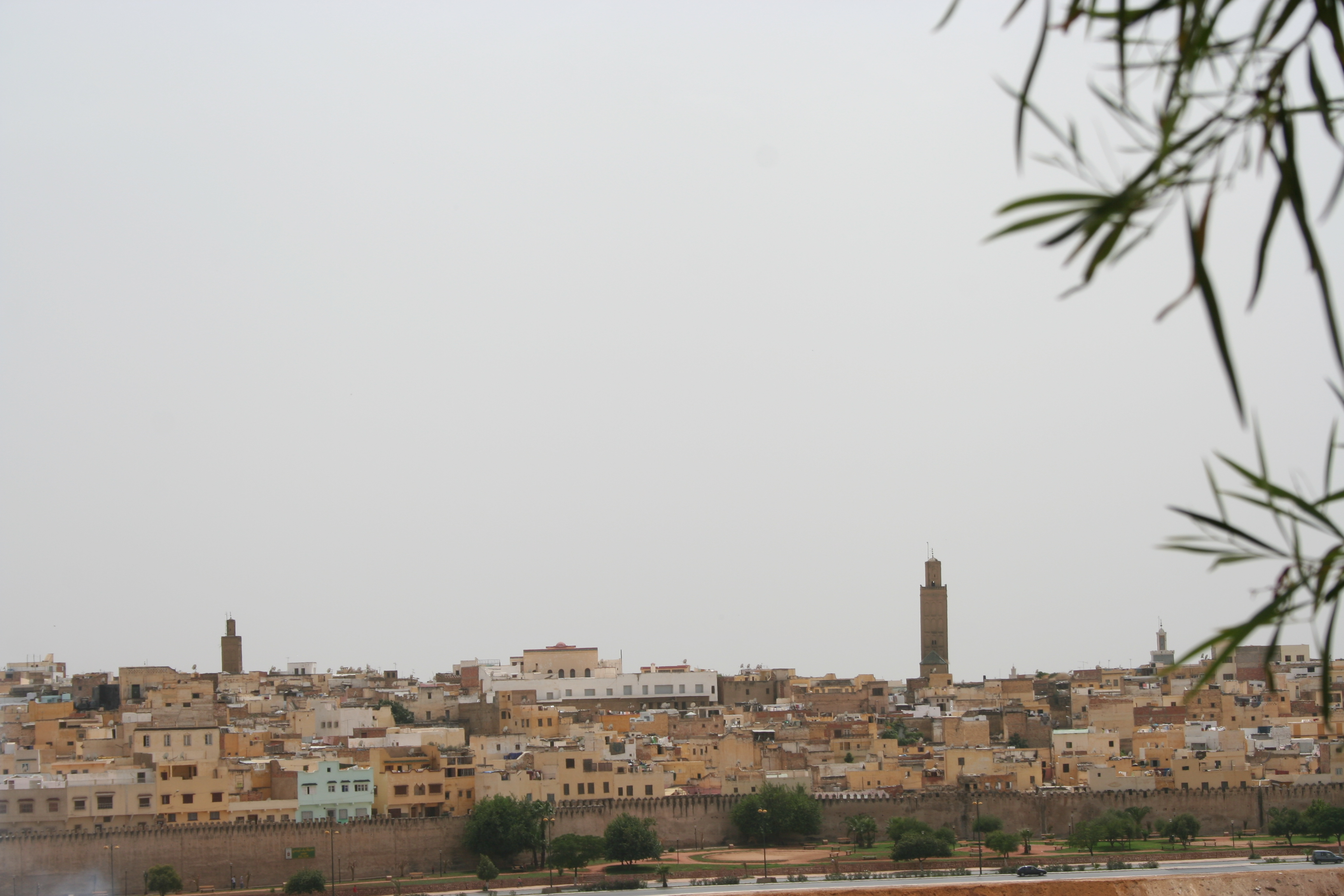
Meknès.

Meknès (alternativ stavning Meknes, arabiska Miknasa, مكناس, berberspråk ⴰⵎⴽⵏⴰⵙ) är en stad i Marocko, på en platå cirka fem mil sydväst om Fès, delad i två delar av floden Boufekrane. Staden är administrativ huvudort för prefekturen med samma namn och tillhör regionen Fès-Meknès. Centrala Meknès hade 520 428 invånare vid folkräkningen 2014, medan hela storstadsområdet (inklusive kommunerna Al Machouar-Stinia, Ouislane och Toulal) hade 632 079 invånare vid samma tidpunkt. Staden är en av Marockos fyra kungastäder (de övriga är Marrakech, Fès och Rabat).
Meknès grundades på 700-talet som ett fort, kasbah. Under 900-talet växte den omgivande staden upp genom berberstammen Maknassa. Dess guldålder var under sultan Moulay Ismail (1672-1727), som gjorde staden till sin huvudstad i spansk-morisk stil, med harmoniserande islamiskt och europeiskt kulturarv.
Gamla staden i Meknès upptogs 1996 på Unescos världsarvslista. Dess breda torg flankeras av två stora, vackra stadsportar. I staden finns också sultanens palats, som rymmer ett konstmuseum, samt flera moskéer och en zoologisk trädgård.
Meknès är ett handelscentrum i ett fruktbart område och har konserv- och textilindustri. I staden finns en militärakademi.